# Malacoptila fusca
Malacoptila fusca е вид птица от семейство Bucconidae.

## Разпространение
Видът е разпространен в Бразилия, Венецуела, Гвиана, Еквадор, Колумбия, Перу, Суринам и Френска Гвиана.